# System Oceny Stanu Nawierzchni
System Oceny Stanu Nawierzchni (SOSN) – system zbierający co roku informacje na temat stanu nawierzchni dróg krajowych (wyłącznie o nawierzchni bitumicznej). Zajmuje się on oceną parametrów techniczno-eksploatacyjnych takich jak:
- stan spękań,
- równość podłużna,
- koleiny,
- stan powierzchni,
- właściwości przeciwpoślizgowe.

Badania te przeprowadza się za pomocą specjalnie do tego przystosowanych urządzeń pomiarowych montowanych na pojazdach, a wyniki zapisywane na specjalnie do tego przygotowanych formularzach bądź dyskach twardych komputerów. Pomiar najczęściej odbywa się na wcześniej oznaczonych do tego odcinkach dróg krajowych.